# Irmtraud Richardson
Irmtraud Richardson (* 13. April 1945 in Thale) ist eine deutsche Journalistin, die als Hörfunkkorrespondentin und Fernsehmoderatorin tätig ist.

## Leben
Richardson studierte Philologie und heiratete später einen Engländer, mit welchem sie drei Töchter hat, von denen zwei in Brüssel geboren wurden. Seit 1978 lebt sie in Brüssel (mit einer Ausnahme von 1997 bis 2004).
Seit 1978 arbeitete sie als Radio-Korrespondentin für mehrere ARD-Sender (damals vorwiegend für den SWR Baden-Baden) und berichtete aus Brüssel über die Ereignisse in der damaligen Europäischen Gemeinschaft und späteren Europäischen Union sowie über die NATO.
Im Jahr 1997 zog sie nach New York um und berichtete unter anderem von den Terroranschlägen am 11. September 2001.
Seit 2005 lebt sie wieder in Brüssel und berichtet für den Bayerischen Rundfunk über Ereignisse aus Belgien und aus Brüssel über die Europäische Union. Außerdem war sie Co-Moderatorin der BR-Bürgersendung Jetzt red i – Europa und interviewte bayerische Europapolitiker über die von den bayerischen Bürgern angesprochenen Probleme, die Europa betreffen. Seit Januar 2013 ist sie nicht mehr als Moderatorin im Saal vor Ort, sondern moderiert den Live-Blog zur Sendung im Internet, berichtet aber auch dort und im Fernsehen weiterhin aus Brüssel über die Europäische Union und geht den von den Zuschauern genannten Problemen in der EU auf den Grund.

## Auszeichnung
Im Oktober 1993 wurde Irmtraud Richardson für ihre "besonderen Verdienste um Europa" vom damaligen bayerischen Staatsminister für Bundes- und Europa-Angelegenheiten, Thomas Goppel, mit der Europamedaille der Bayerischen Staatsregierung ausgezeichnet.